# دنتون کورکر مارشال
دنتون کورکر مارشال (انگلیسی: Denton Corker Marshall)یک شرکت معماری در ملبورن استرالیا است که جان دنتون، بیل کورکر، و بری مارشال آن را در سال ۱۹۷۲ تأسیس کردند. این شرکت بیش از ۵۱۰ پروژه در ۳۷ کشور اجرا کرده‌است.